# Religió a Catalunya
Religió a Catalunya (2020)
La religió a Catalunya és diversa. Des de l'expulsió de jueus i moriscos a finals del segle XV i principis del segle XVII respectivament, la pràctica totalitat de la població era cristiana, concretament catòlica, però des de la dècada de 1980 es va observar una tendència en la ràpida davallada del cristianisme també impulsada des dels anys 80 per l'associació de les autoritats religioses amb l'Espanya franquista. No obstant això, segons el darrer estudi fet pel govern de Catalunya, el 2020, el 62,3% dels catalans s'identifiquen com a cristians (enfront del 61,9% del 2016 i el 56,5% del 2014), dels quals el 53,0% són catòlics, el 7,0% protestants i evangèlics, l'1,3% cristians ortodoxos i l'1,0% testimonis de Jehovà. Alhora, el 18,6% de la població s'identifica com a ateu, el 8,8% com a agnòstic, el 4,3% com a musulmà i un altre 3,4% com d'altres religions.

## Demografia
| Religió              | 16–24 | 25–34 | 35–49 | 50–64 | 65+   |
| -------------------- | ----- | ----- | ----- | ----- | ----- |
| Cristianisme         | 39,3% | 44,3% | 57,5% | 67,7% | 88,7% |
| Catolicisme          | 34.3% | 35.1% | 56.0% | 63.5% | 87.1% |
| Testimonis de Jehovà | -     | 1.1%  | 0.7%  | 1.0%  | 0.1%  |
| Cristianisme ortodox | 1.2%  | 2.1%  | 0.8%  | 1.0%  | -     |
| Protestantisme       | 3.8%  | 6.0%  | 2.5%  | 2.2%  | 1.5%  |
| Ateisme              | 24.6% | 24.8% | 14.5% | 17.2% | 4.9%  |
| Agnòstic             | 20.8% | 18.9% | 12.8% | 7.4%  | 4.7%  |
| Islam                | 8.1%  | 9.3%  | 6.3%  | 1.8%  | 0.3%  |
| Budisme              | 1.9%  | 1.1%  | 2.2%  | 1.1%  | -     |
| Judaisme             | -     | -     | -     | -     | -     |
| Altres religions     | 5.2%  | 0.6%  | 3.3%  | 3.0%  | 2.1%  |
| No ho sap            | -     | 1.1%  | 0.9%  | 0.9%  | 0.9%  |
| No contesta          | 0.1%  | -     | -     | 0.9%  | 1.0%  |

| Religió              | Barcelona | Girona | Lleida | Tarragona |
| -------------------- | --------- | ------ | ------ | --------- |
| Cristianisme         | 52.7%     | 60.6%  | 71.9%  | 70.6%     |
| Catolicisme          | 49.2%     | 57.0%  | 65.7%  | 62.7%     |
| Testimonis de Jehovà | 0.5%      | 0.2%   | 0.2%   | 0.2%      |
| Cristianisme ortodox | 0.5%      | 1.2%   | 3.5%   | 4.7%      |
| Protestantisme       | 2.5%      | 2.2%   | 2.5%   | 3.0%      |
| Ateisme              | 19.7%     | 17.0%  | 14.5%  | 11.0%     |
| Agnòstic             | 14.0%     | 7.3%   | 3.5%   | 7.2%      |
| Islam                | 6.5%      | 12.7%  | 7.7%   | 7.5%      |
| Budisme              | 1.5%      | -      | 0.5%   | 1.5%      |
| Judaisme             | -         | 0.2%   | -      | -         |
| Altres religions     | 2.7%      | 1.0%   | 1.2%   | 1.2%      |
| No ho sap            | 1.2%      | 0.5%   | 0.2%   | -         |
| No contesta          | 1.5%      | 0.5%   | 0.2%   | 0.7%      |

## Religions

### Fe bahà'í
La Fe Bahà'í tenia gairebé mil membres el 2014 i deu centres a Catalunya el 2020. El primer grup bahà'í a Catalunya es va establir a Barcelona el 1949, mentre que el primer centre formal va ser inaugurat a Terrassa, al Vallès Occidental, l'any 1962. La Vallès Occidental és encara la regió on resideixen la major part de bahà'ís catalans, i on estan situats sis dels nou centres bahà'í. La majoria dels bahás són autòctons, tot i que agrupen a persones d'altres nacionalitats, com immigrants d'origen iranià o d'altres orígens.

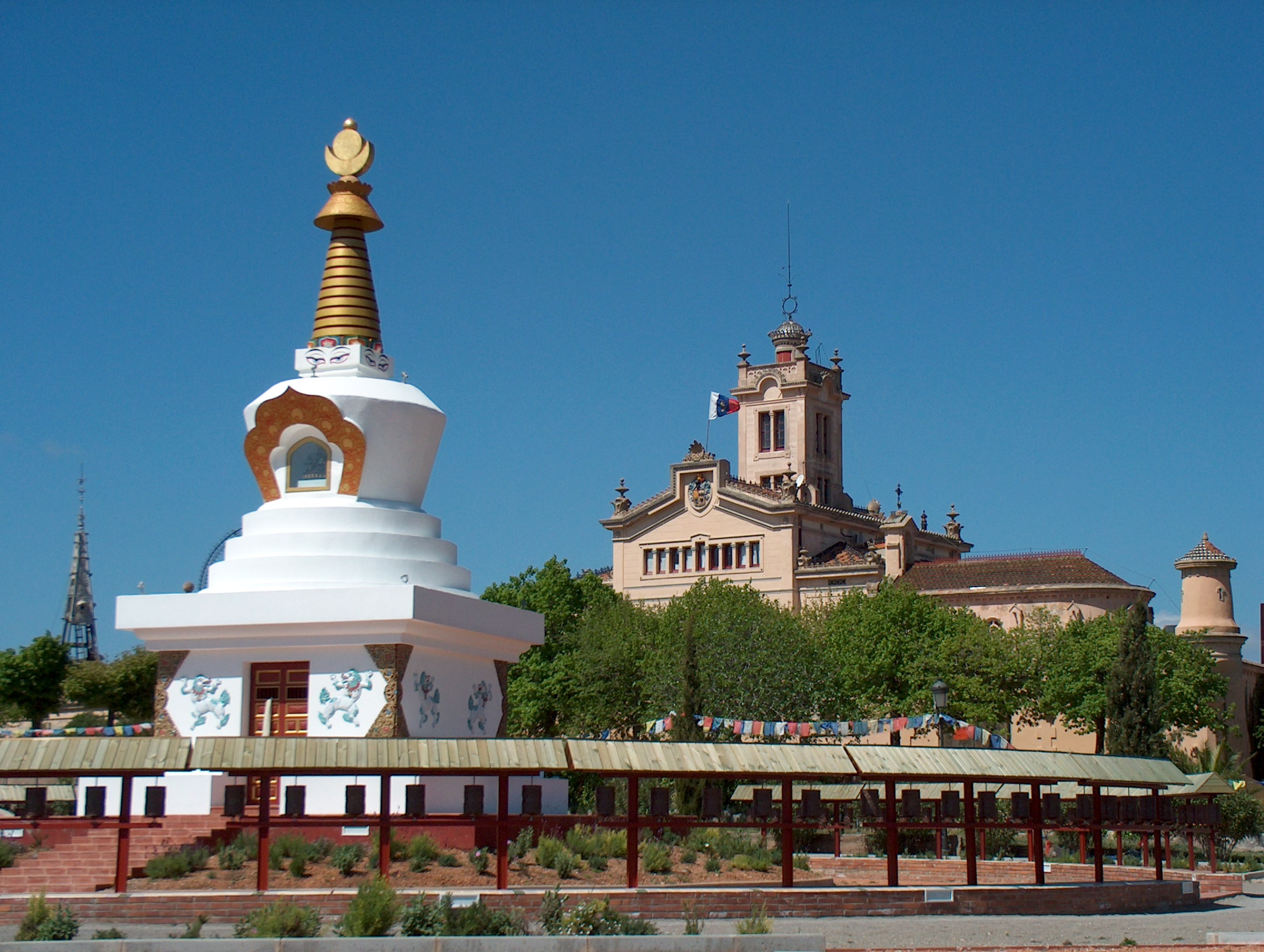
El Monestir Budista del Garraf (també anomenat Palau Novella), que pren el seu nom del Massís del Garraf, situat a la Plana Novella, Olivella, és una antiga casa de camp construïda en part en estil Gaudí convertida en un monestir de budisme tibetà.

### Budisme
L'1,3% de la població catalana s'identificava com a budista l'any 2016. El 2020, a Catalunya hi havien 68 temples budistes, mantenint els seus serveis en català, castellà, xinès i tibetà, reflectint els orígens ètnics de la comunitat budista. Tot i això, la majoria de budistes són catalans autòctons. Aquests practiquen una varietat de tradicions del budisme, representades col·lectivament des de 2007 per la Coordinadora Catalana d'Entitats Budistes (CCEB). Els temples budistes a Catalunya són majoritàriament de tradicions Tibetanes (54%) i del Zen (32%), amb la resta representant altres tradicions com el budisme de Terra Pura i el budisme Nichiren de Soka Gakkai.

### Cristianisme
El 61,9% dels catalans s'identificaven com a Cristians l'any 2016.

#### Catolicisme
El 58.0% de catalans s'identificaven com a Catòlics l'any 2016. A data de 2020, a Catalunya hi havien 5.956 esglèsies catòliques.

#### Cristianisme ortodox i catolicisme oriental
El 0,9% de la població catalana s'identificaven com a cristians ortodoxos l'any de 2016. A data de 2020, hi ha 57 esglésies cristianes ortodoxes i catòliques orientals (la majoria d'elles són cristianes ortodoxes) al país, sobretot per a les comunitats de parla romanesa i ucraïnesa (les poques esglésies catòliques orientals són de tradició grecocatòlica ucraïnesa), amb una petita proporció d'esglésies de parla àrab i grega.

#### Protestantisme

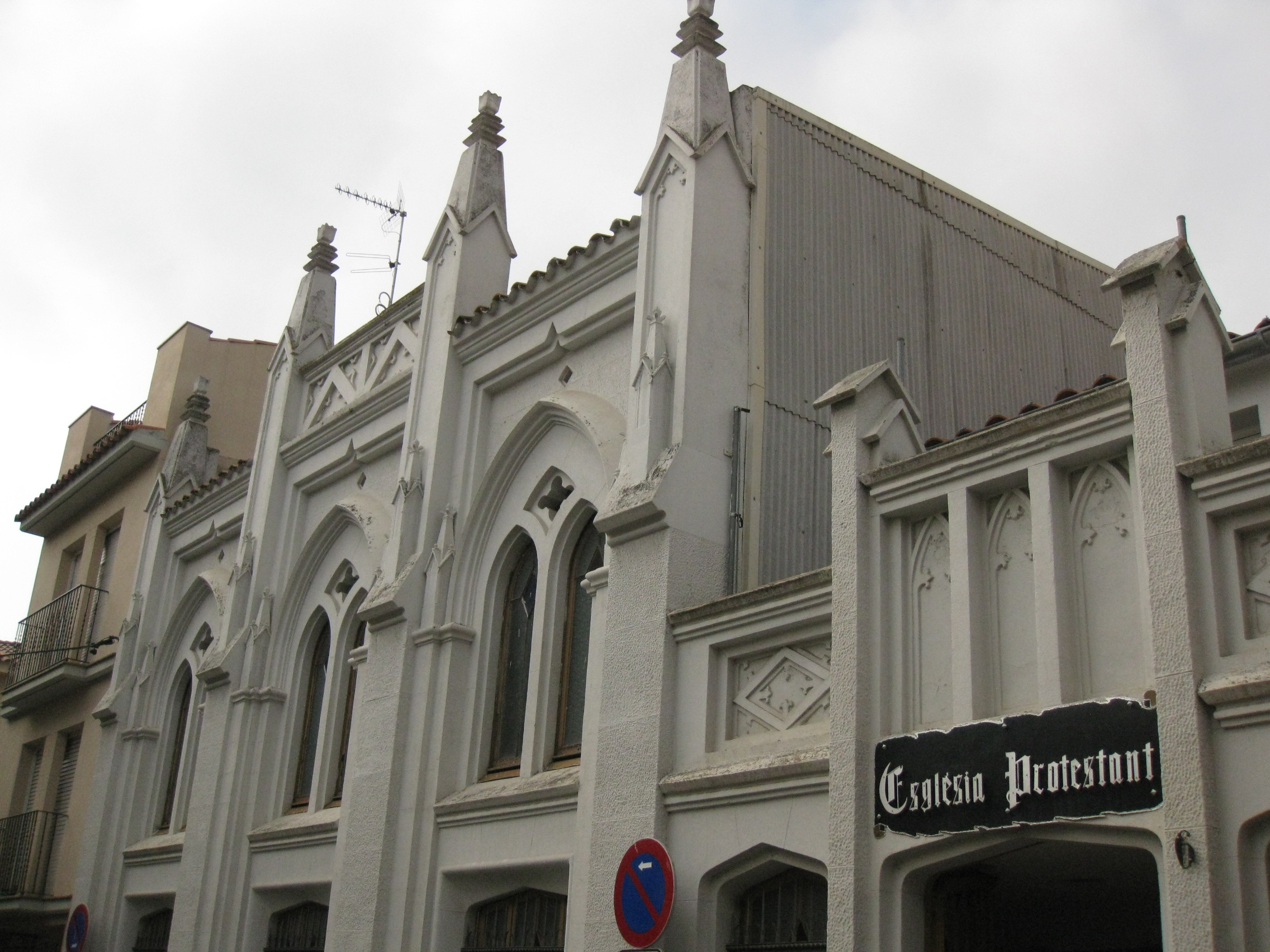
1era Església Protestant a Rubí, és una església protestant històrica de la ciutat.

L'Església Evangèlica de Catalunya es va constituir en 1868 després de la Revolució de 1868 en ser autoritzat per Joan Prim i Prats la prèdica lliure de l'Evangeli, a partir de les primeres comunitats presbiterianes de Catalunya i les primeres metodistes en 1871. El 3,0% dels catalans s'identificaven com a protestants o evangèlics en 2016. El 2020 hi havia 788 esglésies protestants i evangèliques a Catalunya, que celebren els seus cultes majoritàriament en espanyol, català, anglès, romanès i una minoria en coreà, rus, portuguès del Brasil i llengües africanes. Molts seguidors són immigrants de Sud-amèrica, Àfrica i Europa de l'Est. La majoria de les esglésies el 2014 eren evangèliques, 469 d'elles pertanyents al pentecostalisme, mentre que el protestantisme històric (anglicanisme, luteranisme, metodisme, presbiterianisme) estaba representat per menys del 20% de les esglésies.

#### Restauracionisme

##### Adventisme
L'Església Adventista del Setè Dia té uns 1.500 membres a Catalunya, pertanyents a 26 esglésies. La majoria d'aquestes esglésies celebren els seus cultes en espanyol i català, amb una minoria que utilitza el romanès, i una minoria encara més petita que utilitza les llengües de Ghana.

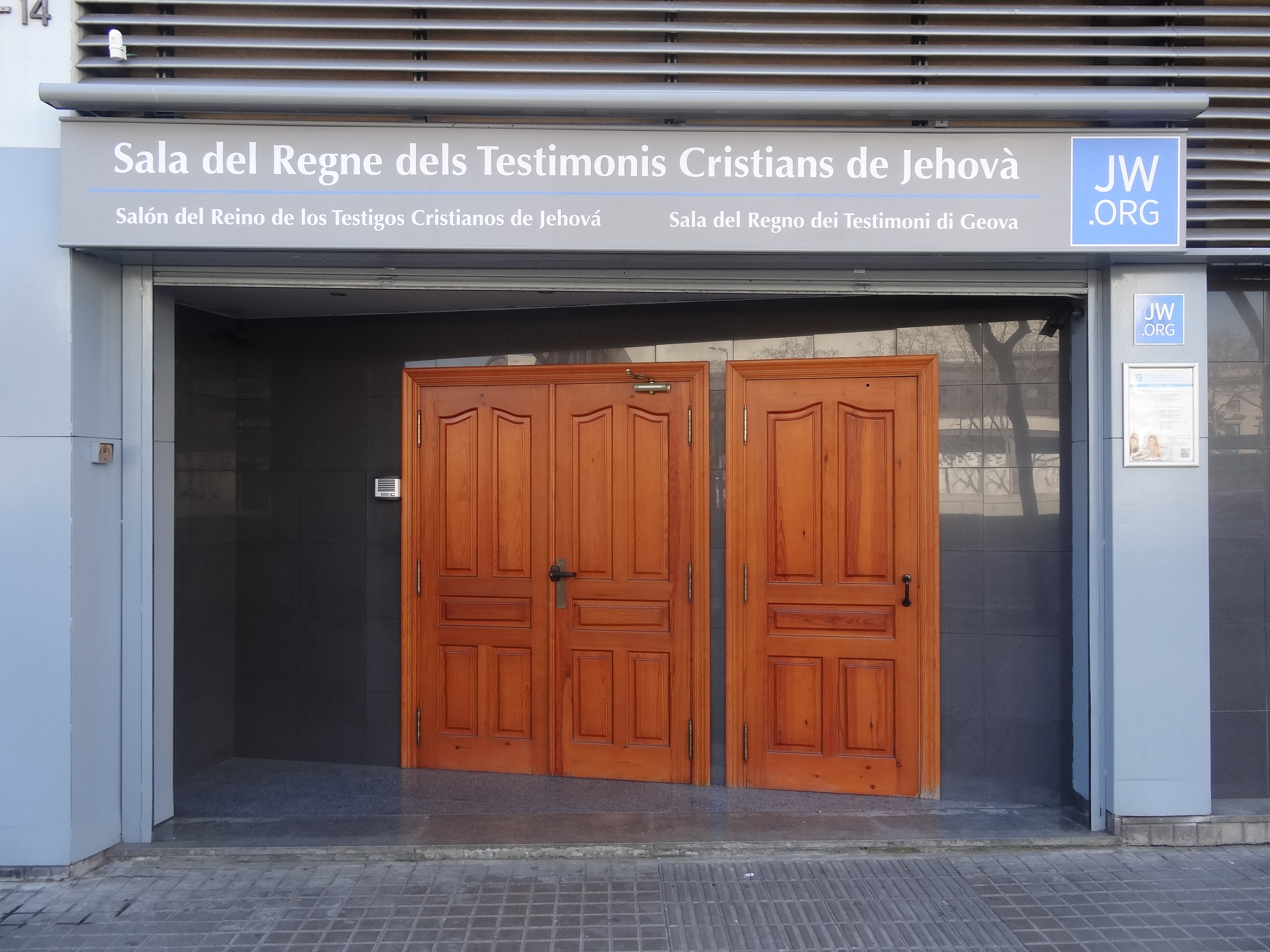
Sala del Regne dels Testimonis Cristians de Jehovà, Barcelona

##### Testimonis de Jehovà
El 0,6% dels catalans s'identifiquen com a Testimonis de Jehovà a data de 2014. El 2020 hi havien 115 sales del Regne del Senyor al país, ubicades en totes les comarques de Catalunya però amb una alta concentració a la província de Barcelona. La majoria dels testimonis de Jehovà són d'ètnia catalana.

##### Mormonisme
L'Església de Jesucrist dels Sants dels Darrers Dies, l'òrgan majoritari del mormonisme, compta amb més de 6.000 membres (2014) i 13 llocs de culte el 2020, la majoria dels quals utilitzen l'espanyol com a llengua sacra. Molts mormons a Catalunya són immigrants sud-americans, de manera que l'espanyol és la llengua principal de les comunitats mormones al país.

### Hinduisme
L'hinduisme compta amb 27 temples a Catalunya des del 2014, 14 d'ells situats a la província de Barcelona. La religió està representada principalment per immigrants indis, encara que també hi ha un nombre significatiu de catalans conversos. De fet, la gran majoria de temples hindús celebren els seus serveis en llengua catalana o castellana. Els hindús de Catalunya segueixen diverses tradicions de culte i pensament.

### Islam
L'islam va estar present durant molt de temps a parts de l'actual territori català i al principat històric de Catalunya, des de principis del segle VIII fins a principis del XVII. El 2016, el 4,8 % de la població de Catalunya s'identifica com a musulmana, majoritàriament d'origen magribí, subsaharià i indostànic, però també amb una contribució significativa de catalans ètnics i altres minories d'origen no musulmà. El mateix any hi havia 256 mesquites a Catalunya, la majoria de les quals celebraven els seus serveis en àrab, amb una proporció menor de mesquites que celebraven els seus serveis a urdú i una encara menor en algunes llengües africanes. Gairebé totes les mesquites són de tradició sunnita, i només una mesquita representa l'islam xiïta. També hi ha sis centres sufís. El 2014 hi havia cinc organitzacions de musulmans a Catalunya: la Federació Islàmica Catalana, la Federació Consell Islàmic de Catalunya, la Unió de Comunitats Islàmiques de Catalunya, la Unió de Centres Culturals Islàmics de Catalunya i una organització paraigua, la Junta Islàmica.

### Judaisme

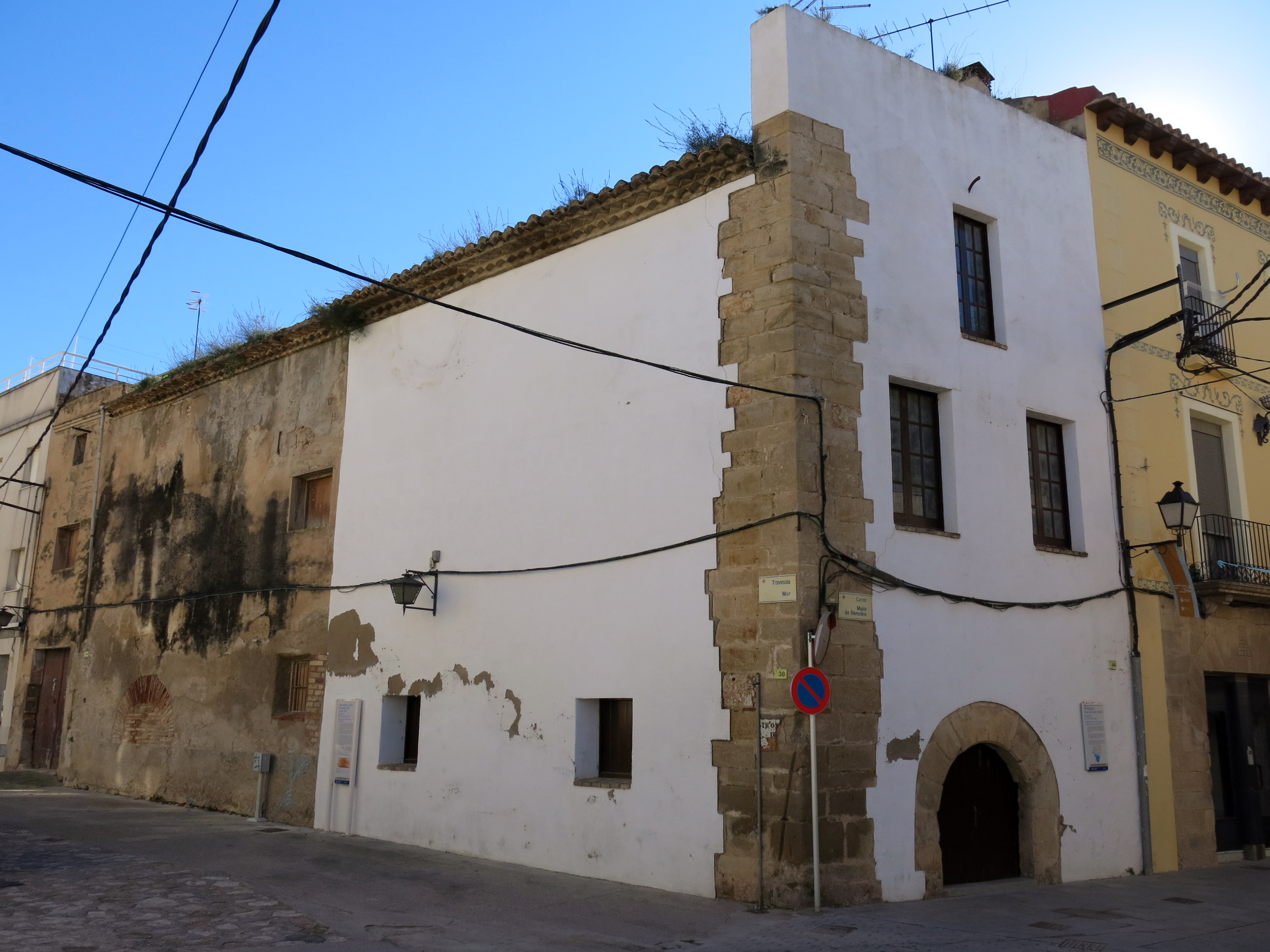
Antiga sinagoga de Tortosa.

Els jueus i el judaisme també van tenir una llarga presència a moltes parts de l'actual Catalunya i el principat històric de Catalunya des de l'antiguitat fins a finals del segle XV. A data de 2014, els jueus eren uns 15.000, i hi ha quatre sinagogues al país. No tots els jueus són seguidors de la religió jueva. De fet, el 80% dels jueus de Catalunya són ateus, agnòstics o practiquen altres religions, mentre que només el 20% són practicants del judaisme. La Comunitat Israelita de Barcelona (CIB) és la comunitat religiosa jueva més antiga de Catalunya, fundada el 1918, i segueix el judaisme ortodox. El 1992 es va crear la Comunitat Jueva Atid de Catalunya com a escissió de la CIB, adoptant el judaisme reformista. A principis de la dècada del 2000 es va fundar a Catalunya un centre de divulgació chabad-lubavitch, ortodox hasídic. El 2006 es va fundar un altre grup reformista, la Comunitat Jueva Progressista Bet Shalom, com una escissió d'Atid.
Ètnicament, els jueus que pertanyen a la CIB són predominantment sefardites, encara que també hi ha una petita minoria d'asquenazites. Els membres d'Atid són, en canvi, majoritàriament d'origen sud-americà, concretament argentins. En conclusió, Bet Shalom acull predominantment conversos d'ètnia catalana, i altres minories de conversos sense origen ètnic jueu.

## Déu, amb accent
L'any 2014 TV3 va emetre el documental Déu, amb accent que investiga el tema de la diversitat religiosa a Catalunya. Es tracta de l'últim documental fet per la periodista, historiadora i filòloga Dolors Genovès i Morales, per a TV3, abans de morir el 2022. El canal de televisió va tornar a emetre el documental el 2015.
La pel·lícula posa en relleu la diversitat religiosa de Catalunya, a partir del testimoni de persones que expliquen les seves vivències de fe. Hi participen jueus, catòlics, musulmans, ortodoxos, protestants, sufís, testimonis de Jehovà i budistes. En concret, hi intervenen Jorge Burdman, jueu; Ababacar Triakh, musulmana sufí; Toni Matas, catòlic; Josep Miquel García, testimoni de Jehovà; Fàtima Taleb, musulmana; Sergi Barnils, evangèlic; Xavier Hereu (pare Jaume), ortodox; Núria Terribas, catòlica; Noemí Cortés, evangèlica, i Pere Tahia Secorún, budista. Genovès va resumir aquest treball dient que «Globalment, tothom té el mateix objectiu, que és fer el bé».